# Ambastaia sidthimunki

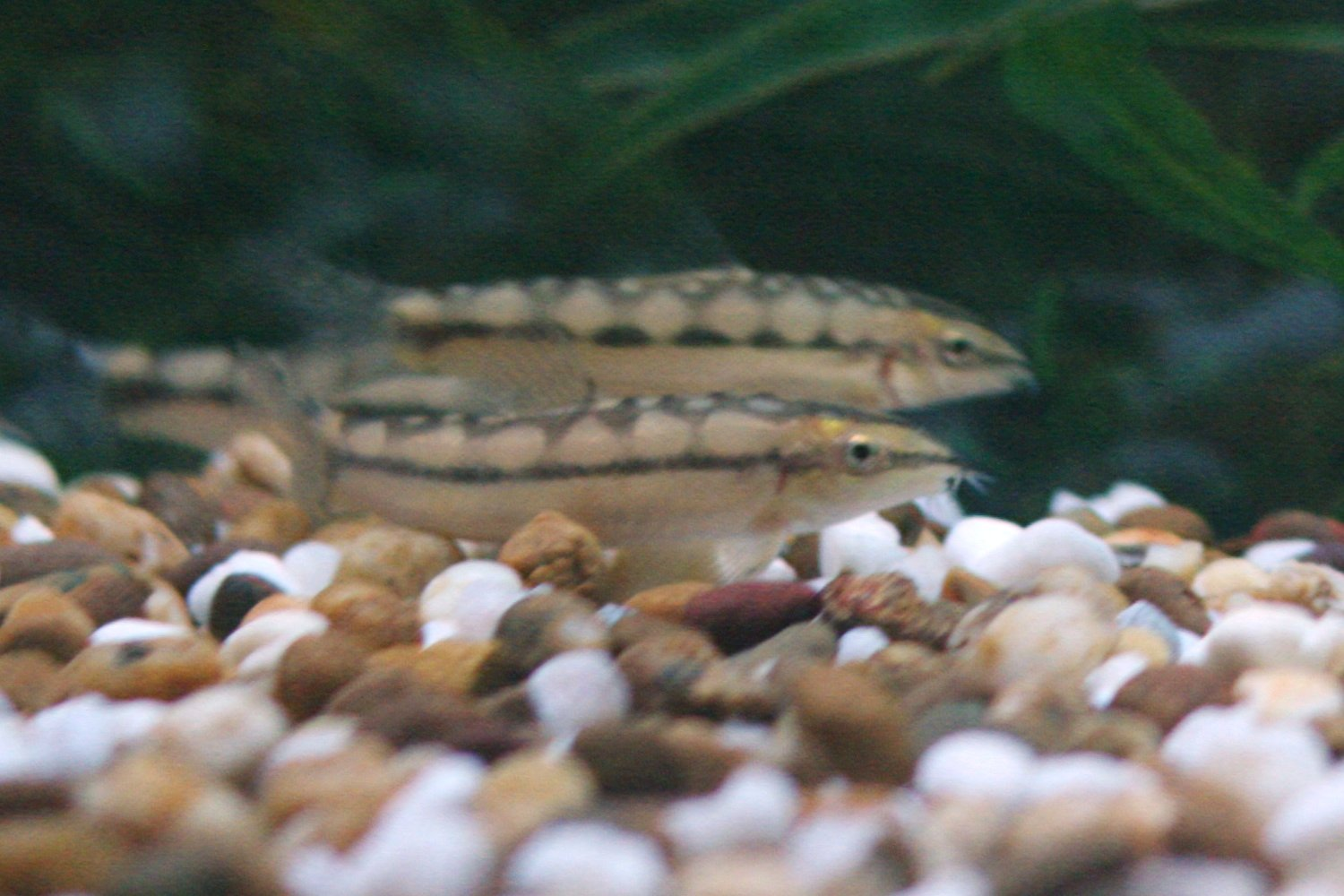
Hình ảnh của loài cá tên drawf loach

Dwarf loach, ladderback loach, pygmy loach, chain loach hay chain botia (tên khoa học là Ambastaia sidthimunki) là một loài cá nước ngọt thuộc họ Botiidae(cá vây tia dạng cá chép). Trước đây, loài cá này thuộc chi Yasuhikotakia. Ta có thể tìm thấy nó tại các địa điểm mua bán các sinh vật thủy sinh và các trại phối cá.
Loài có nguy cơ tuyệt chủng này là loài đặc hữu của lưu vực sông Mae Klong (bao gồm cả sông Khwae Noi) ở Thái Lan và sông Ataran trên biên giới Thái Lan - Myanmar. Các ghi chép về loài này từ lưu vực sông Mê Công là những nhận định sai, những nhận định đó thuộc về loài bà con của nó là A. nigrolineata.

## Kích thước và môi trường sống
Một cá thể trưởng thành có thể đạt được kích thước tới 6 cm (2,5 in). Nó thích nước có nhiệt độ 25 - 30 °C (77 đến 86 °F), pH 6,5 đến 6,9, độ cứng nước dGH đến 8,0. Nó là loài ăn tạp nên thức ăn của nó là các loại động vật giáp xác, côn trùng, ốc, thực vật và nhiều hơn nữa.
Nó đã từng được cho là loài tuyệt chủng trong tự nhiên cho đến gần đây, nó được phát hiện là ở Sangkhla Buri. Tuy biến mất ngoài tự nhiên, nhưng nó vẫn còn được buôn bán do lai tạo tại các trại cá tư nhân.
Cá được phát hiện bởi Somphong Lekaree (สมพง ษ์ เล็ก อารีย์) và Damri Sukaram (ดำริ สุข อร่าม) vào năm 1959. Lekaree là một người xuất khẩu cá cảnh còn Sukaram là ngư dân buôn bán các loại cá.